# 빈델른시

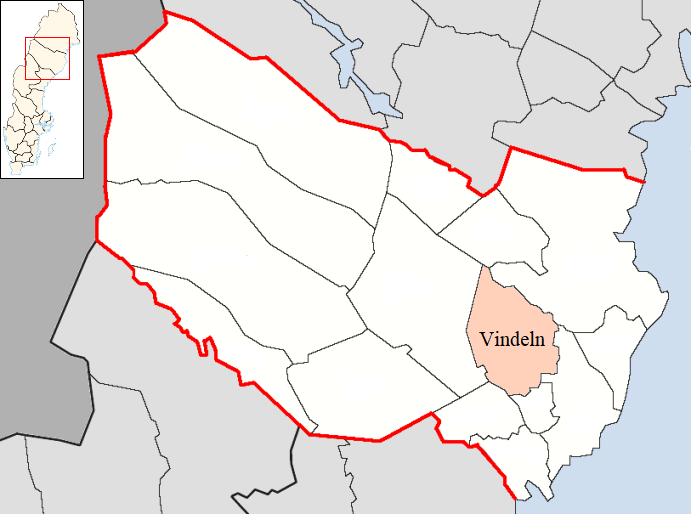
빈델른 시의 위치

빈델른시(스웨덴어: Vindelns kommun)는 스웨덴 베스테르보텐주에 위치한 지방 자치체로 행정 중심지는 빈델른이며 면적은 2,846.11km2, 인구는 5,413명(2016년 12월 31일 기준), 인구 밀도는 1.9명/km2이다.

시 문장